# تحصينات الحدود التشيكوسلوفاكية خلال الحرب الباردة

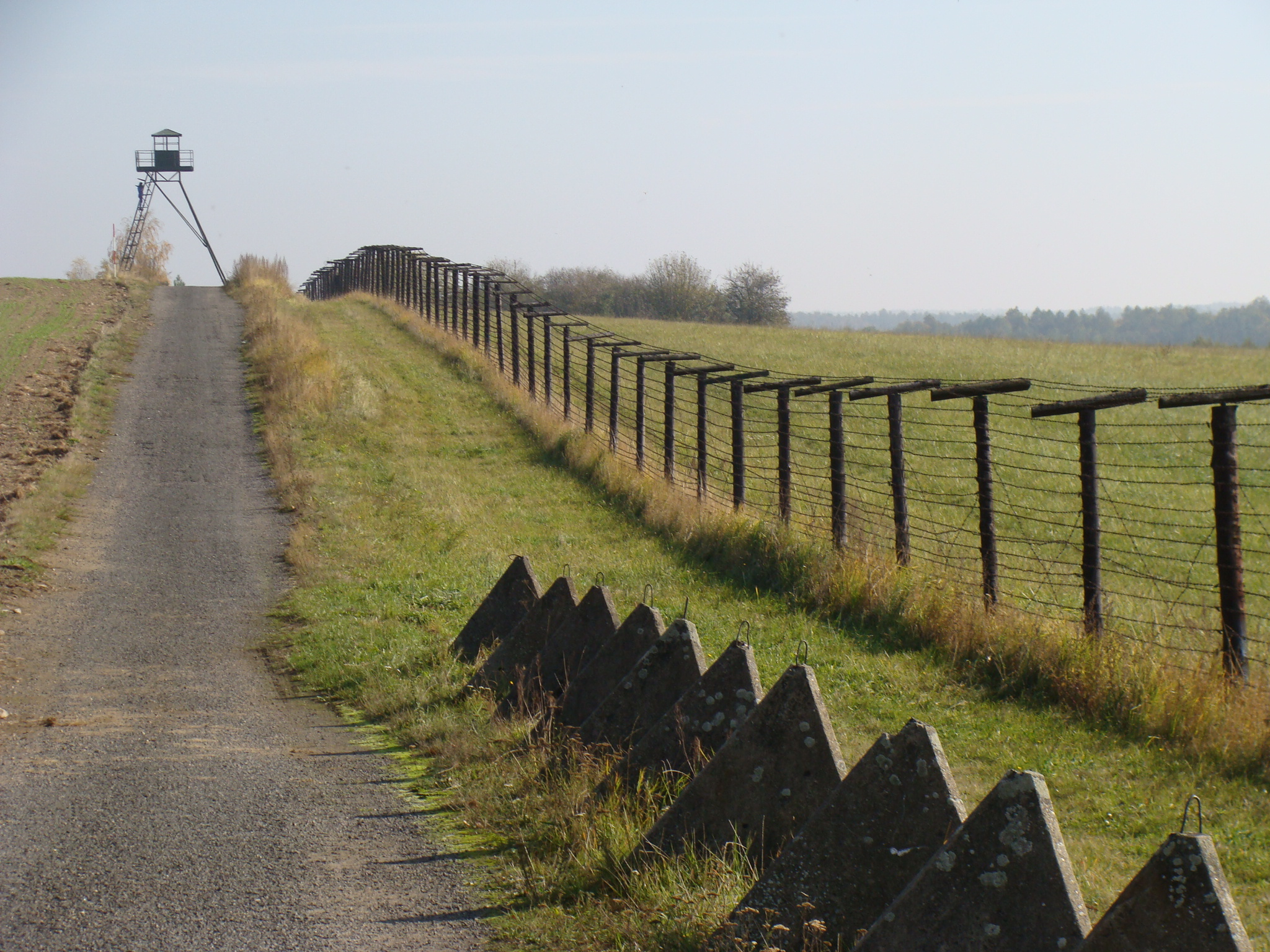
سور محفوظ ببرج مراقبة بالقرب من جيشوف (2009)

تحصينات جمهورية تشيكوسلوفاكيا الاشتراكية الحدودية والتي فصلت دول الكتلة الشرقية عن الدول الرأسمالية في أوروبا الغربية، وبالتحديد ألمانيا الغربية والنمسا، في حقبة الحرب الباردة وخاصة بعد عام 1951، تم انشاءها من قبل القوات الخاصة من حرس الحدود ونظام المعدات الهندسية الذي خلق «الستار الحديدي» الحقيقي. كان الهدف من التحصينات منع مواطني الكتلة الشرقية من الهروب إلى الغرب، على الرغم من أن التقارير الرسمية ذكرت أنه كان لإبقاء جواسيس العدو والمخربين خارج تشيكوسلوفاكيا. لم يكن نظام الحدود لتشيكوسلوفاكيا متقنًا ومحصنًا مثل نظام الحدود الألمانية الداخلية أو جدار برلين، ولكن كان من الصعب عبور الحدود.

## التاريخ والتطوير

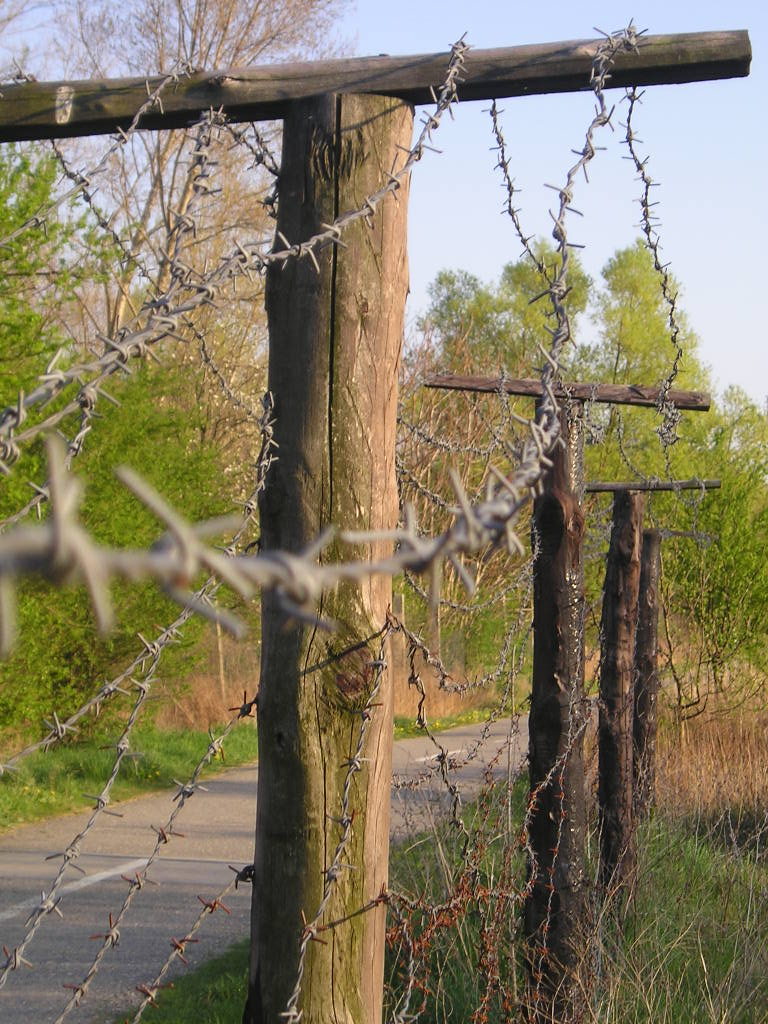
جزء من الستار الحديدي السابق في ديفينسكا نوفا فيس، براتيسلافا

بعد الحرب العالمية الثانية، تمت استعادة الحدود الأصلية لتشيكوسلوفاكيا وتم إنشاء وحدات خاصة من الشرطة (فيلق الأمن القومي SNB) لحماية الحدود بجانب الجيش. في هذا الوقت كان الهدف الرئيسي لقوة حماية الحدود هو ضمان عدم تمكن السكان المدنيين الألمان المطرودين من المناطق الحدودية (3,6 مليون شخص) من العودة. وبالتالي تحقيق الاستقرار بعد التطهير العرقي للمناطق الحدودية التي كان يسكنها الألمان سابقًا. لذلك، تم محو بعض القرى الفارغة في المناطق الحدودية لإنشاء قطاع حدودي غير مأهول يسهل السيطرة عليه. بعد استيلاء الشيوعيين على الحكم، حاول الآلاف من معارضي النظام الشيوعي الهروب من البلاد. بالنسبة للأفراد أو المجموعات الصغيرة، كان من السهل جدًا تجنب الحراس وعبور الحدود، على الرغم من خطورة الأمر إذا تم رصدهم، حيث سُمح للحراس بإطلاق النار على الهاربين على مرمى البصر. عبر حوالي 10,000 شخص من بينهم 50 سياسيًا بارزًا الحدود في العام الأول بعد التغيير السياسي.
بعد ذلك، تم إنشاء المقر الرئيسي المستقل لحرس الحدود، لكن عدد الموظفين كان هو نفسه تقريبًا (حوالي 6000 رجل) حيث كان اكتشاف المهاجرين المحتملين من قبل الشرطة النظامية مفضلاً.  :19تم إنشاء ما يسمى بـ «المنطقة المحرمة» حتى 2 كيلومتر (1.2 ميل) من الحدود التي لا يمكن للمدنيين الإقامة فيها. كانت توجد أيضًا منطقة أوسع، تسمى «منطقة الحدود»، تصل إلى 12 كيلومتر (7.5 ميل) من الحدود، حيث لا يمكن للمدنيين «غير الموالين» أو «المشتبه بهم» الإقامة أو العمل. على سبيل المثال، فإن منطقة آش بأكملها التي تشكل الجزء الأكثر إشكالية من المنطقة الحدودية تقع داخل «منطقة الحدود». 
حدثت تغييرات كبيرة بحلول نهاية عام 1951، بعد عدة محاولات ناجحة للهروب الجماعي. أعيد تنظيم حرس الحدود إلى لوائين مقرهما في خب وزنويمو، وزاد عدد الأعضاء إلى 17,000. أخيرًا، تم بناء ستار حديدي حقيقي عن طريق المعدات الهندسية.  منذ عام 1951 فصاعدًا، كانت هذه المنطقة محروسة بسياج إشارة على بعد بضعة كيلومترات داخل الحدود، بينما تم تأمين الحدود نفسها بشريط حراسة بسياج واحد من الأسلاك الشائكة. هذا السياج، الذي كان في الأصل سياجًا كهربائيًا بجهد 5000 فولت، تم استبداله، بدءًا من عام 1968، بسياج شبكي مزدوج من الأسلاك الشبيهة بالسياج المستخدم على الحدود الألمانية الداخلية. بالإضافة إلى ذلك، تم تجهيز الحدود بأبراج مراقبة. على عكس الأبراج الخرسانية المستخدمة في ألمانيا الشرقية، كانت هذه الأبراج عادةً مصنوعة من الخشب أو الفولاذ. في بعض المناطق، تم استخدام عدة أنواع من الألغام الأرضية.
أدت أحداث مثل اختباء الآلاف من الألمان الشرقيين في سفارة ألمانيا الغربية في براغ، إلى استنفاد صبر السلطات التشيكوسلوفاكية، التي استسلمت في النهاية، مما سمح لجميع الألمان الشرقيين بالسفر مباشرة إلى ألمانيا الغربية اعتبارًا من 3 نوفمبر 1989، وبالتالي كسر الستار الحديدي.
في 17 نوفمبر 1989، حدثت الثورة المخملية. تمت إزالة الأسلاك الشائكة على الحدود مع ألمانيا الشرقية والنمسا اعتبارًا من 5 ديسمبر فصاعدًا، واعتبارًا من 11 ديسمبر تم تفكيك التحصينات التشيكوسلوفاكية على حدود ألمانيا الغربية.
أصبحت جمهورية التشيك وسلوفاكيا وألمانيا والنمسا الآن جزءًا من اتفاقية شنغن، التي تسمح بعبور الحدود دون التحقق من الهوية.